# 底抜けふんだりけったり
『底抜けふんだりけったり』（原題：Money from Home）は、1953年に公開されたジェリー・ルイスとディーン・マーティン主演のアメリカ合衆国のコメディ映画。日本での初公開時の題は『ふんだりけったり』。
底抜けシリーズの一つであり、シリーズ中で唯一3D立体映画として製作されたものの、技術的な問題から多くの国や地域で2D作品として公開された。また、シリーズ初のカラー作品でもある。

## ストーリー
ブロードウェイに巣食うノミ屋のネルスンは、同業者のジャンボーから、フィリスが所有する馬を出場させないようにしろと脅される。
ネルスンはいとこで獣医見習のバージルを連れ、フィリスの馬に薬物を盛らせようとする。路銀を失った2人はフィリスの馬の騎手を務めるバーティを捕まえて監禁し、バージルがバーティに、ネルスンがマネージャーに成りすましてフィリスと接触する。ところが、フィリスに一目ぼれしたネルスンはジャンボーを裏切ることを決断する。一方、近所の動物病院のオータムは、フィリスの馬に金を賭けて建築費の工面を考えていたところ、バージルと出会って親しくなる。
そして、レース当日、ネルスンらの裏切りを知ったジャンボーは妨害を実行するが、ネルスンらの活躍によって最終的にフィリスの馬が優勝した。

## キャスト
| 役名           | 俳優                   | 日本語吹替                                          |
| 役名           | 俳優                   | フジテレビ版                                        |
| -------------- | ---------------------- | --------------------------------------------------- |
| ネルソン       | ディーン・マーティン   | 羽佐間道夫                                          |
| バージル       | ジェリー・ルイス       | 近石真介                                            |
| フィリス       | マージー・ミラー       | 池田昌子                                            |
| オータム       | パトリシア・クローリー | 安田千永子                                          |
| ジャンボ(ボス) | シェルドン・レナード   | 渡部猛                                              |
| バーティー     | リチャード・ヘイデン   | 八奈見乗児                                          |
| キッド         | ロバート・ストラウス   | 相模太郎                                            |
| プレストン     | ジェラルド・モール     | 小林清志                                            |
| 不明 その他    |                        | 石森達幸 石井敏郎 清川元夢 藤本譲 田中康郎 立壁和也 |
|                |                        |                                                     |
| 演出           | 演出                   | 春日正伸                                            |
| 翻訳           | 翻訳                   | 飯嶋永昭                                            |
| 効果           |                        |                                                     |
| 調整           |                        |                                                     |
| 制作           | 制作                   | 東北新社                                            |
| 解説           | 解説                   | 高島忠夫                                            |
| 初回放送       | 初回放送               | 1974年2月8日 『ゴールデン洋画劇場』                 |

## スタッフ
- 監督：ジョージ・マーシャル
- 製作：ハル・B・ウォリス
- 原作：デイモン・ラニヨン
- 脚本：ハル・カンター
- 脚色：ジェームズ・B・アラダイス、ハル・カンター
- 撮影：ダニエル・L・ファップ
- 音楽：リー・ハーライン